# Fernanda Abreu
Fernanda Sampaio de Lacerda Abreu, meglio nota come Fernanda Abreu (8 settembre 1961), è una cantante e compositrice brasiliana.

## Discografia

### Con i Blitz
- (1982) As Aventuras da BLITZ 1
- (1984) Radio Atividade
- (1985) BLITZ 3

### Album studio
- (1990) Sla Radical Dance Disco Club
- (1992) Sla 2 Be Sample
- (1995) Da Lata
- (1997) Raio X
- (2000) Entidade Urbana
- (2004) Na Paz
- (2016) Amor Geral

### Live
- (2006) MTV Ao Vivo

### Raccolte
- (2010) Perfil